# Kikai
Kikai je název sopečné kaldery v japonské prefektuře Kagošima. Kikai se nachází v souostroví Ósumi v Jihočínském moři, asi 60 km jižně od japonského ostrova Kjúšú. Prakticky celá kaldera je pod vodou, nad hladinu vyčnívají postkalderové ryolitové lávové dómy Sowa-Iwo-džima a Iwo-dake, které jsou aktivní v současnosti (Iwo-dake), resp. byly aktivní minulosti (Sowa-Iwo-džima).
Kaldera vznikla přibližně před 6300 lety, jako následek mohutné exploze, jedné z největších v holocénu. Jen objem vyvržené tefry se odhaduje na 1,5×1011m3 a její spád se našel až na Hokkaidu. Erupce zcela zničila původní stratovulkán, jakož i jižní a východní části ostrova Kjúšú. Zdevastované oblasti nebyly obydlené několik století.
Seismická a vulkanická aktivita v této oblasti stále trvá a je soustavně sledována.

## Odkazy

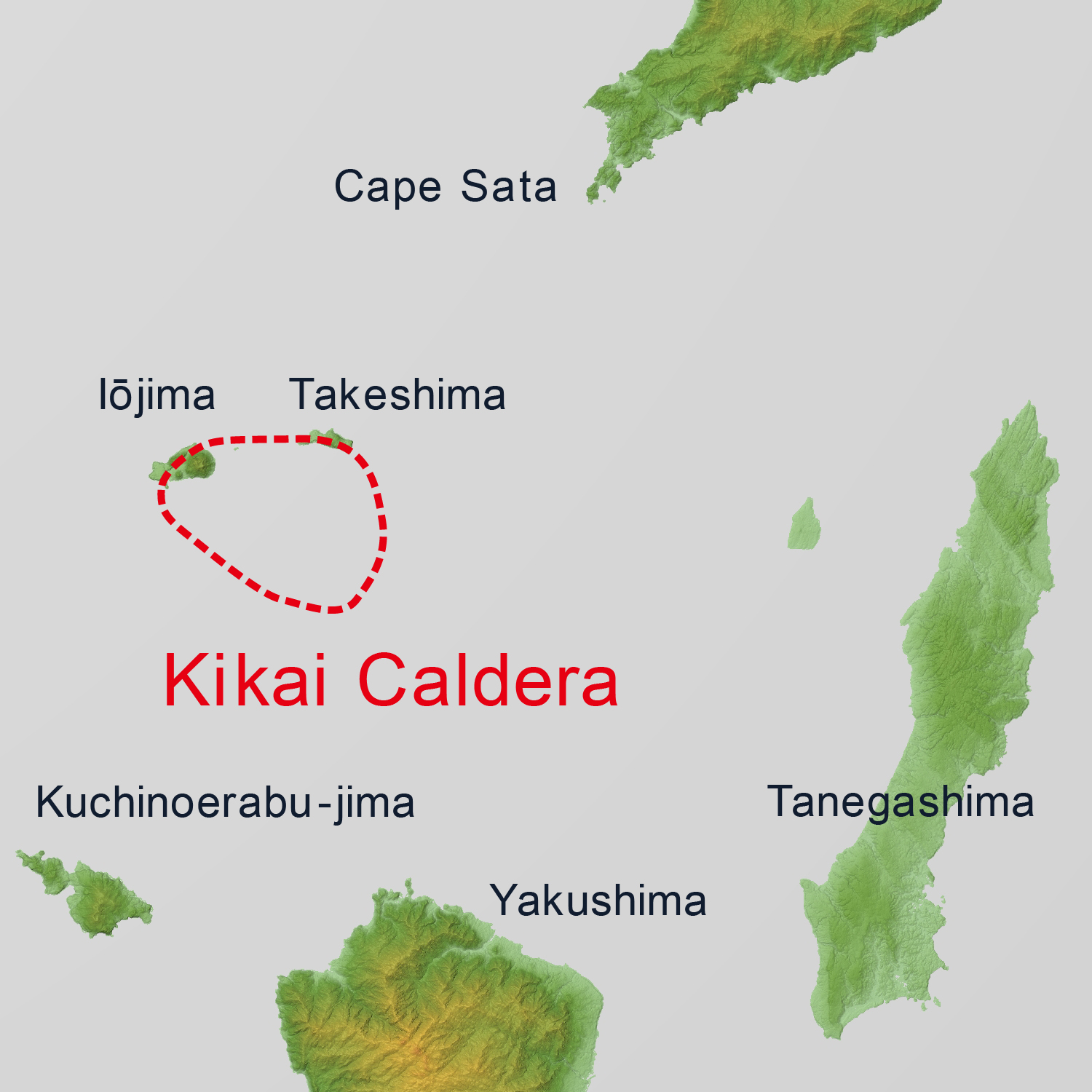
Poloha kaldery Kikai